# Fabrice Becker
Pour les articles homonymes, voir Becker.
Fabrice Becker, né le 28 juin 1971 à Strasbourg, est un skieur acrobatique français, spécialisé dans le ballet à ski. Il a notamment remporté l'épreuve de démonstration de ballet à ski aux Jeux olympiques d'hiver de 1992 à Albertville, a été champion du monde à deux reprises (1993 et 1997) et vainqueur à une reprise du classement général de la coupe du monde de ski acrobatique et à trois reprises du classement en ballet à ski. 

## Palmarès

### Jeux olympiques d'hiver
- Jeux olympiques d'hiver de 1992 à Albertville (France) :
  -  Médaille d'or en ballet à ski (sport de démonstration)

### Championnats du monde de ski acrobatique
- Championnats du monde de ski acrobatique de 1993 à Altenmarkt im Pongau (Autriche) :
  -  Médaille d'or en ballet à ski .
- Championnats du monde de ski acrobatique de 1995 à La Clusaz (France) :
  -  Médaille d'argent en ballet à ski .
- Championnats du monde de ski acrobatique de 1997 à Iizuna Kogen (Japon) :
  -  Médaille d'or en ballet à ski .

### Coupe du monde de ski acrobatique
- 1 gros globe de cristal :
  - Vainqueur du classement général en 1998.
- 3 petits globe de cristal :
  - Vainqueur du classement acroski en 1994, 1997 et 1998.
- 79 podiums dont 36 victoires.